# British National Party
British National Party (BNP) är ett högerextremt nationalistiskt och populistiskt politiskt parti i Storbritannien. 

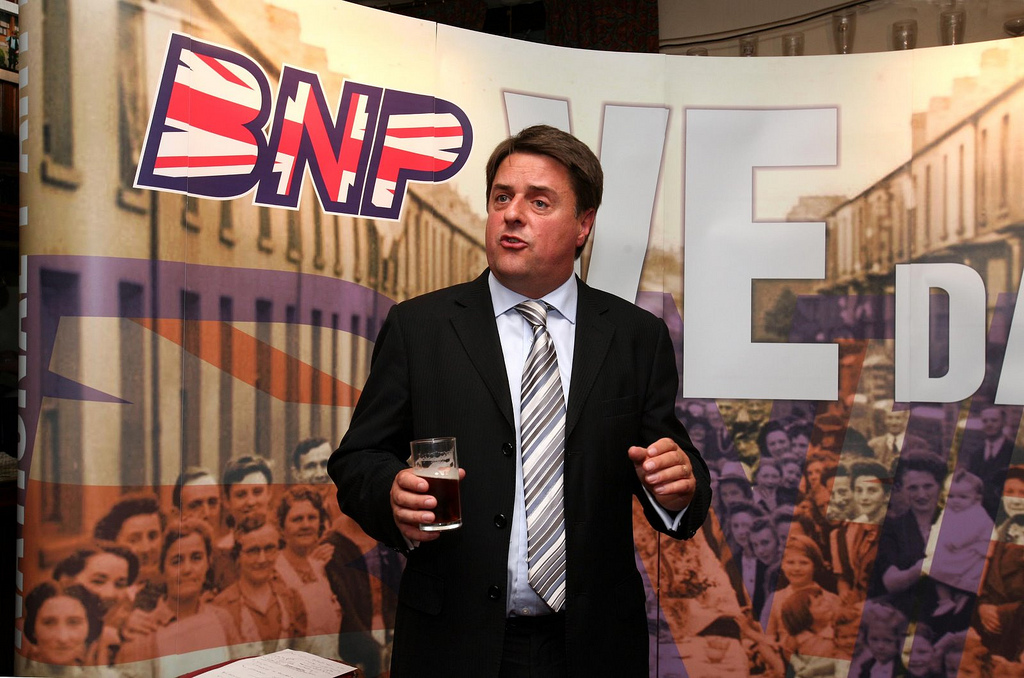
Nick Griffin talar på partiets presskonferens i Manchester.

BNP arbetar för att de man ser som den etniskt vita gruppen i Storbritannien förblir i majoritet, men menar att en möjlig återgång till "status quo ante 1948" inte är trolig. För att säkra en vit majoritet vill BNP vända på utvecklingen och stoppa invandringen, utvisa kriminella och illegala invandrare och de som fått uppehållstillstånd på felaktiga grunder. Övriga icke-vita skall uppmuntras att återvända till sina ursprungsländer. Integration ses av BNP som folkmord och man avser att utveckla en modell för mångkulturalism som kombinerar fredlig samexistens, genom kulturell och biologisk separation. I annat fall är, enligt BNP, det risk att mångfalden i världen upphör i en myrstack av rotlösa och kaffe-färgade människor. BNP vill även riva upp anti-diskrimineringslagstiftning.
Fram till 2009 var medlemskap i partiet förbehållet så kallade Indigenous Caucasian, vilket effektivt exkluderade icke-vita som medlemmar. Denna policy förändrades efter att frågan om rasdiskriminering tagits upp i brittisk domstol men Storbritanniens högsta domstol anser att förändringen av BNP-policyn förmodligen inte är nog.
I Storbritannien är BNP illa sett och marginaliserat av de traditionella politiska partierna som efter valet till Europaparlamentet, där BNP fick två av de brittiska mandaten, beklagade utvecklingen.

## Historia
BNP grundades av John Tyndall 1982 efter att han lämnat National Front i samband med att han utmanövrerades i partiordförandevalet 1980. Nuvarande partiledare för BNP är Nick Griffin. BNP är representerat i ett flertal engelska kommuners fullmäktigeförsamlingar och i Europaparlamentsvalet 2004 fick partiet 4,9 procent av rösterna i hela Storbritannien. Inför 2004 års val besökte partiledaren Griffin det svenska partiet Nationaldemokraterna och talade på ett partiets torgmöten. I Europaparlamentsvalet 2009 ökade BNP till 6,26 procent och fick två mandat i parlamentet. Tidigare kunde enbart personer med europeiskt ursprung bli medlemmar, detta har nu ändrats.
Efter dåliga resultat i de allmänna valen under maj 2010 önskade flera framträdande BNP-politiker att byta ledarskap inom partiet. En av dessa var Richard Barnbrook. Efter att de misslyckats att förmå partiledaren Griffin att avgå utesluts nu utmanaren Barnbrook från BNP. I och med uteslutningen tappade partiet sin plats i London Assembly där Barnbrook var partiets företrädare.

## Politik
Partiet vill bland annat att Storbritannien ska lämna Europeiska unionen, utvisa alla illegala invandrare, utvisa icke-brittiska personer som begår brott och stoppa invandringen, utom i exceptionella fall. Man vill också återinföra dödsstraff för överlagt mord där bevisningen är hundraprocentig.. Partiet har fått ett ökat stöd sedan 2007 då den ekonomiska krisen har gjort radikala partier mer populära i så gott som hela Europa.[källa behövs]
Ledande företrädare för partiet, däribland dess partiledare Nick Griffin, har förnekat förintelsen och beskrivit den som en bluff. Griffin förklarade förintelsen som en "mixture of Allied wartime propaganda, extremely profitable lie, and latter-day witch-hysteria". När han i oktober 2009 frågades om detta i ett BBC-program förnekade han att han gjort uttalandet. När han konfronterades med uttalandet stammade han "I don't know why I said those things".

## Avslöjanden
I november 2008 kom brittiska antifascister över en medlemslista för BNP där 12 801 medlemmar listas. Bland namnen fanns lärare, militärer och poliser, varav de sistnämnda är förbjudna att vara medlemmar i partiet. Även i oktober 2009 publicerades ännu en ny lista från april 2009 med medlemmar i BNP och innehöll 11 811 namn. Liksom vid det föregående tillfället publicerades listan på Wikileaks.